# Tony Flores
Jesús Antonio Flores, más conocido como Tony Flores (Guaymas, Sonora, 29 de agosto de 1949-Ciudad de México, 5 de marzo de 2017), fue un actor, conductor y comediante Mexicano.

## Biografía
Descendiente de una numerosa familia de músicos, tuvo desde joven influencias artísticas muy marcadas que definirían su carrera en el medio del espectáculo. 
A los 15 años decidió estudiar en Ciudad de México, en el Instituto Politécnico Nacional, escuela donde cursó la vocacional y la carrera de ingeniero civil.

## Muerte
El fallecimiento del artista impactó, debido a que en los últimos meses se reportó una mejoría en su estado de salud; sin embargo su enfermedad era degenerativa y le afectó notablemente en los movimientos del cuerpo, a tal grado que tenía que utilizar respirador artificial.
Tony Flores murió a los 67 años, víctima de Esclerosis Lateral Amiotrófica, EPOC, diabetes, presión alta y arritmia en el corazón, por ello en los últimos años lo vimos conectado a un tanque de oxígeno y recibiendo un tratamiento basado en cannabis, mismos que lo mantuvieron más tiempo con vida.

## Cenizas
El día 15 de abril llegaron las cenizas del comediante a su ciudad natal. Las cenizas, de acuerdo con la voluntad del propio comediante, fueron esparcidas en la bahía de Guaymas, el domingo 16 de abril, a las doce del mediodía.
Sobre un barco remolcador, familiares y amigos dieron la última despedida al comediante porteño Tony Flores, tras depositar sus cenizas en el mar, como fue su voluntad de regresar y quedar permanentemente en el corazón de sus seres queridos y en el lugar que lo vio nacer. 
La hija del comediante Kerygma Flores, vocera de la familia, se dirigió a los presentes: 
"Su último deseo se hizo su voluntad, un acto bellísimo, fue liberador. Gracias a toda la familia, a los que nos pudieron acompañar. El último deseo de nuestro padre se cumplió y estamos muy felices, muy emocionados, muy conmovidas con este acto; yo creo que fue más bello de lo que él se imaginaba. Él adoraba la música, así como el mariachi que nos acompañó y lo despide ahora, sobre todo a su Haguaymas como él lo decía".